# Salix acmophylla
Salix acmophylla es una especie de sauce perteneciente a la familia de las salicáceas. Es nativa del Suroeste de Asia.

## Descripción
Es un arbusto  o pequeño árbol con ramas glabras irregulares, principalmente con grietas verticales, las ramas jóvenes pilosas. Las hojas miden de 5-16 cm de largo, y de 7 a 20 mm de ancho, son lanceoladas lineares, agudas, acuminadas, enteras o serruladas, verdes y glabras por el haz, y el envés pálido y sedoso cuando es joven. Pecíolo 2.5-9 mm de largo. Estípulas diminutas. Las flores aparecen después de las hojas. El amento femenino de 1,5-4 (5) cm de largo, con pedúnculo de 8-12 mm de largo, raquis velloso. Brácteas 1.5-2 mm de largo, ovadas u oblongas, las anteras de color amarillo pálido. El fruto es una cápsula ovoide, 3-5.5 mm, glabra.

## Distribución
Se encuentra en Turquía, Siria, Israel, el Sinaí, Irak, Irán, Afganistán, Pakistán, Cachemira, India y Asia Central.

## Propiedades
La corteza es descrita como un febrífugo.

## Taxonomía
Salix acmophylla fue descrita por Pierre Edmond Boissier y publicado en Diagnoses plantarum orientalium novarum, ser. 1, 7: 98. 1846.
Etimología
Salix: nombre genérico latino para el sauce, sus ramas y madera.
acmophylla: epíteto latino que significa "con hojas en lo alto".
Sinonimia
- Salix daviesii Boiss.
- Salix persica Boiss[6]